# Tropidomantis yunnanensis
Tropidomantis yunnanensis är en bönsyrseart som beskrevs av Wang 1993. Tropidomantis yunnanensis ingår i släktet Tropidomantis och familjen Iridopterygidae. Inga underarter finns listade i Catalogue of Life.